# 2564 Kajala
A 2564 Kajala (ideiglenes jelöléssel 1977 QX) a Naprendszer kisbolygóövében található aszteroida. Nyikolaj Sztyepanovics Csernih fedezte fel 1977. augusztus 19-én.